# سوزی گابلیک
سوزی گابلیک (۲۶ سپتامبر ۱۹۳۴ – ۷ مه ۲۰۲۲) هنرمند تجسمی، نویسنده، منتقد هنری و استاد تاریخ هنر و نقد هنری اهل ایالات متحده بود. او در بلکسبرگ زندگی می‌کرد.

## زندگی اولیه و تحصیلات
گابلیک در ۲۶ سپتامبر ۱۹۳۴ در نیویورک سیتی زاده شد. علاقهٔ او به هنر در دوران کودکی و از طریق بازدید از موزه‌های شهرش همراه با پدرش شکل گرفت. در سال ۱۹۵۱، پس از گذراندن تابستانی در کالج بلک مانتین، وارد کالج هانتر شد و در آن‌جا نزد رابرت ماردروِل تحصیل کرد. او در سال ۱۹۵۵ مدرک کارشناسی هنر دریافت کرد.
به‌عنوان هدیهٔ فارغ‌التحصیلی، والدینش هزینهٔ سفر او به اروپا را پرداختند؛ اما پس از بازگشت، به‌دلیل رابطه‌ای عاشقانه با والدینش دچار اختلاف شد و مجبور شد متکی به منابع شخصی‌اش شود. دولی شارو، بیوهٔ پیر شارو، اجازه داد تا در استودیوی شارو اقامت کند و او کار در کتاب‌فروشی و انتشارات جورج ویتنبورن را آغاز کرد. این آغاز فعالیتش در زمینهٔ نشر آثار هنری و تاریخ هنر بود.

## دوران نویسندگی
گابلیک برای نشریهٔ آرت این آمریکا (که به‌مدت پانزده سال خبرنگار لندن آن بود)، آرت‌نیوز (۱۹۶۲–۱۹۶۶)، تایمز لیتریری ساپلیمنت، و نیوکریتریون، مقاله نوشت و همچنین در وبلاگ‌ها نیز فعالیت داشت.
نخستین کتاب گابلیک پاپ آرت بازتعریف‌شده بود که به‌طور مشترک با منتقد هنری جان راسل نوشته شد. دیگر کتاب‌های او عبارت‌اند از: پیشرفت در هنر (۱۹۷۷)، آیا مدرنیسم شکست خورده است؟ (۱۹۸۲)، افسون‌زدایی‌زدایی از هنر (۱۹۹۲)، گفت‌وگوهایی پیش از پایان زمان (۱۹۹۵)، زیستن زندگی جادویی: ماجرایی پیش‌گویانه (۲۰۰۲) و ماگریت (۱۹۷۰) که دربارهٔ نقاش سوررئالیست بلژیکی رنه ماگریت و در زمانی که با خانوادهٔ ماگریت زندگی می‌کرد، نوشته شد.
افسون‌زدایی هنر نوشتهٔ گابلیک، نارضایتی او را از «چهارچوب مصرف‌گرایانهٔ اجباری و ستمگرانه‌ای که در آن کار می‌کنیم» اعلام کرد و استدلال نمود که پیوندی دوباره با عناصر ابتدایی و آیینی ممکن است باعث «بازگشت روح» شود. با این حال، گابلیک به‌جای شکل‌های سنتی دین، به دنبال هنر معاصر بود که به باور او از چهارچوب غربی رها شده بود. او در این کتاب و همچنین در نوشته‌های انتقادی بعدی، از آثار هنرمندانی چون فرانک گولکه، گیلا یلین هیرش، نانسی هولت، دومینیک مازو، فرن شفر و اوتلو اندرسن، استارهاک، جیمز تورل و میرل لادرمَن یوکلز حمایت کرد.
علاوه بر مقاله‌های انتقادی، گابلیک با هنرمندان، منتقدان هنر یا فیلسوفانی مانند ریچارد شاسترمن مصاحبه‌هایی انجام داد. او همچنین مقاله‌هایی برای کاتالوگ نمایشگاه‌هایی که خود برگزار کرده بود، نوشت.
دست‌نوشته‌های او در بنیاد اسمیتسونین و در آرشیو هنر آمریکا نگهداری می‌شوند.

## آموزش
گابلیک در مدرسهٔ هنر دانشگاه مشترک‌المنافع ویرجینیا و دانشگاه واشینگتن و لی تدریس کرد و در بسیاری از دانشگاه‌های دیگر سخنرانی نمود. از سال ۱۹۷۶ تا ۱۹۷۹، او در تورهای سخنرانی آژانس بین‌المللی ارتباطات آمریکا در هند، مجارستان، پاکستان و کشورهای آسیای جنوبی شرکت داشت. او همچنین در سمپوزیوم مانتین لیک در سال ۱۹۸۶ و بار دیگر در سال ۱۹۸۹ شرکت کرد.

## مجموعه‌ها و نمایشگاه‌ها
آثار هنری گابلیک در مجموعه دائمی موزه هنر آمریکایی اسمیتسونین و موزه و مرکز هنر کالج بلک مانتین نگهداری می‌شوند.
آثار او در موزه هنر مدرن نیویورک نیز به نمایش درآمده‌اند.

## زندگی شخصی و درگذشت
گابلیک پس از فارغ‌التحصیلی، رابطه‌ای کوتاه با هری تورچینر داشت. او در تاریخ ۷ مه ۲۰۲۲ در خانه‌اش در بلکسبرگ، ویرجینیا درگذشت. او ۸۷ ساله بود و پیش از مرگ، مدت‌ها از یک بیماری نامشخص رنج می‌برد.

## جوایز و افتخارات
در سال ۲۰۰۳، گابلیک جایزهٔ ملی یک‌عمر دستاورد برجسته در هنرهای تجسمی را از سوی انجمن زنان هنرمند دریافت کرد.